# Instytut Oceanologii Polskiej Akademii Nauk
Instytut Oceanologii Polskiej Akademii Nauk (IO PAN) – instytut naukowy Polskiej Akademii Nauk, z siedzibą w Sopocie, został utworzony  w 1983 jako kontynuacja Morskiej Stacji PAN, istniejącej w Sopocie od 1953.
Instytut prowadzi badania nad problemami z zakresu oceanologii (fizyki, chemii, biologii i ekologii morza). Misją Instytutu jest prowadzenie badań podstawowych środowiska morskiego oraz pogłębiania wiedzy na temat zjawisk
i procesów w nim zachodzących.
Instytut Oceanologii prowadzi badania na Bałtyku oraz w obszarze Arktyki Europejskiej.
Dane o IO PAN:
- Dyrektor Instytutu: prof. dr hab. Jan Marcin Węsławski
- Siedziba: Sopot, ul. Powstańców Warszawy 55
- Statek badawczy: RV Oceania